# Arany Tamás (labdarúgó-játékvezető)
Arany Tamás (Mór, 1966. június 9. –) magyar nemzeti labdarúgó-játékvezető. Polgári foglalkozása alapján sportszerkesztő (VTV Mór).

## Pályafutása

### Labdarúgóként
A labdarúgással fiatalon ismerkedett meg, a megyei I. osztályban rúgta a labdát. A tizenharmadik felnőtt mérkőzésén eltört a lába, ami karrierje végét jelentette. Jobbhátvédet játszott 1985 augusztusában, s a Mór–Magyaralmás találkozó 13. percében vezette fel a labdát, amikor egy rossz ütemű becsúszás nyomán fél év kihagyásra kényszerült. A lába meggyógyult, ám futballozni már csak kedvtelésből akart, hivatalos bajnokságban nem.

#### Nemzeti játékvezetés
Játékvezetésből 1985-ben Székesfehérváron vizsgázott. A Fejér megyei Labdarúgó-szövetség által üzemeltetett labdarúgó bajnokságokban kezdte sportszolgálatát.[forrás?] A megyei Játékvezető Bizottság (JB) minősítése alapján NB III-as, majd a Magyar Labdarúgó-szövetség (MLSZ) JB határozatával 1993-ban NB II-es, 1994-től NB I-es játékvezető. A strandlabdarúgás "szerelmese". Nyári szabadidejében a Magyar Strandlabdarúgó-szövetség rendezésében folyó tornák népszerű résztvevője. Az MLSZ JB elnökének felszólítására sem hagyta abba a strandfoci bíráskodást. Ezért 2009. november 29-től semmilyen országos küldést nem kapott, igaz, 2009-ben a Törökországban tartott edzőtáborba meghívták. Tizenegy alkalommal eljutott külföldre, rangos találkozókon (olimpiai selejtező, Intertotó-kupa, UEFA-kupa) volt asszisztens, illetve 4. játékvezető. 13 NB II-es mérkőzése, és 299 NB I-es mérkőzése volt, 185 alkalommal lehetett bíró, illetve partjelző, 4. számú játékvezető.
| Időpont              | Helyszín                     | Mérkőzés típusa          | Mérkőzés                               | Eredmény |
| -------------------- | ---------------------------- | ------------------------ | -------------------------------------- | -------- |
| 1994. szeptember 11. | Szőnyi úti Stadion, Budapest | első NB I-es mérkőzése   | BVSC–Zalaegerszeg                      | 3 – 0    |
| 2009. november 7.    | Perutz Stadion, Pápa         | utolsó NB I-es mérkőzése | Lombard Pápa Termál FC–Ferencvárosi TC | 0 – 1    |

## Sportvezetőként
A Fejér Megyei Labdarúgó-szövetség Játékvezetői Bizottságának (JB) elnöke. Az MLSZ JB munkatársa, országos ellenőr.

## Szakmai sikerei
A Hivatásos Labdarúgók Szervezete (HLSZ) 1990-ben alakult a hivatásos labdarúgók érdekeinek előmozdítása érdekében. Hivatásszerűen képviselik a futballistákat az egyesületekkel, szövetségekkel szembeni érdekérvényesítés során, és általában véve a nyilvánosság előtt. A mintegy 600 tagot tömörítő szervezet a FIFPro (nemzetközi érdekképviseleti szervezet) tagja, a héttagú elnökségben jelenleg is aktív, valamint már visszavonult élvonalbeli labdarúgók foglalkoznak a focistákat érintő legjelentősebb problémákkal. A Hivatásos Labdarúgók Szervezete (HLSZ) által megtartott szavazás alapján az első és másodosztály mintegy 800 játékosa szerint 2005-ben, 2006-ban és 2008-ban és 2009-ben az Év játékvezetője kitüntetésbe részesítette. A Nemzeti Sport osztályzatai szerint is az idény 2006-ban és 2007-ben lett a legjobb játékvezetője.